# Juliusz Chmielowski
Juliusz Chmielowski (ur. 8 listopada 1901 w Dubowce, zm. 9–11 kwietnia 1940 w Katyniu) – rotmistrz Wojska Polskiego, kawaler Orderu Virtuti Militari, ofiara zbrodni katyńskiej.

## Życiorys
Urodził się 8 listopada 1901 w Dubowce, w ówczesnym powiecie carycyńskim guberni saratowskiej, w rodzinie Wacława i Julii z Łowienieckich. Maturę zdał w Toruniu. Stopień magistra praw uzyskał na Uniwersytecie Poznańskim.
Od 1918 wstąpił do 4 Dywizji gen. Żeligowskiego. Wzięty do niewoli ucieka i wraca do kraju. W 1919 wstąpił do 3 pułku ułanów. Od 18 listopada 1919 do 1 marca 1920 był uczniem klasy 23. „Jazdy” Szkoły Podchorążych Piechoty w Warszawie. Po ukończeniu kursu ogólnego odbył miesięczny kurs kawaleryjski przy Centralnej Szkole Podoficerów Jazdy w Przemyślu. W wojnie polsko-bolszewickiej walczy w szeregach 18 pułku ułanów. 2 października 1920 został ranny w czasie szarży na umocnione pozycje bolszewików pod Miechowicami. 25 listopada 1920 został mianowany z dniem 1 września 1920 podporucznikiem w kawalerii.
Po wojnie 1920 pozostał w służbie czynnej w 18 puł. w Grudziądzu. 3 maja 1922 został zweryfikowany w stopniu podporucznika ze starszeństwem z 1 marca 1920 i 138. lokatą w korpusie oficerów jazdy (od 1924 – kawalerii). W grudniu 1926 został przeniesiony do 8 pułku ułanów w Krakowie i przydzielony do 5 szwadronu samochodów pancernych na stanowisko młodszego oficera. 2 kwietnia 1929 został mianowany rotmistrzem ze starszeństwem z 1 stycznia 1929 i 33. lokatą w korpusie oficerów kawalerii. Z dniem 31 sierpnia 1929 został przeniesiony w stan spoczynku. W 1934, jako oficer stanu spoczynku pozostawał w ewidencji Powiatowej Komendy Uzupełnień Toruń. Posiadał przydział do Oficerskiej Kadry Okręgowej Nr VIII. Był wówczas „przewidziany do użycia w czasie wojny”.
Pracował w Pomorskim Urzędzie Wojewódzkim, a następnie w Szefostwie Intendentury Dowództwa Okręgu Korpusu Nr VIII jako urzędnik administracji wojskowej.
W czasie kampanii wrześniowej 1939, po agresji ZSRR na Polskę, w nieznanych okolicznościach dostał się do niewoli sowieckiej. Przebywał w obozie jenieckim w Kozielsku. Między 7 a 9 kwietnia 1940 został przekazany do dyspozycji naczelnika Zarządu NKWD Obwodu Smoleńskiego. Między 9 a 11 kwietnia 1940 zamordowany przez funkcjonariuszy NKWD w Katyniu i tam pogrzebany w bezimiennej mogile zbiorowej, gdzie od 28 lipca 2000 mieści się oficjalnie Polski Cmentarz Wojenny w Katyniu. W miejscu tym prowadzone były ekshumacje i prace archeologiczne. W 1943 został zidentyfikowany w mundurze podczas ekshumacji prowadzonej przez Niemców pod numerem 991. Przy zwłokach Juliusza Chmielowskiego zostały odnalezione: leg. Krzyża Virtuti Militari oraz medalik. Figuruje na liście wywózkowej 017/3 z 1940.

11 czerwca 1927 ożenił się z Janiną Elżbietą z Oswałdowskich.
5 października 2007 minister obrony narodowej Aleksander Szczygło mianował go pośmiertnie na stopień majora. Awans został ogłoszony 9 listopada 2007 w Warszawie, w trakcie uroczystości „Katyń Pamiętamy – Uczcijmy Pamięć Bohaterów”.

## Ordery i odznaczenia
- Krzyż Srebrny Orderu Wojskowego Virtuti Militari nr 1785[2]
- Krzyż Walecznych[28][29][30]
- Srebrny Krzyż Zasługi – 1938 „za zasługi w służbie państwowej”[31]
- Krzyż Kampanii Wrześniowej – pośmiertnie 1 stycznia 1986